# Federasyon Kupası
Die Federasyon Kupası (deutsch: Verbandspokal) war ein von 1956 bis 1958 ausgetragener türkischer Fußballpokalwettbewerb. Der türkische Fußball hatte zu diesem Zeitpunkt keine nationale Liga, wodurch kein Vertreter für den Europapokal der Landesmeister gestellt werden konnte. Aufgrund dessen fand ab der Saison 1956/57 zum ersten Mal die Federasyon Kupası statt. Dieser Wettbewerb fand zweimal statt. Beide Spielzeiten beendete Beşiktaş Istanbul als Sieger. 
Am Europapokal der Landesmeister 1957/58 konnte Beşiktaş nicht teilnehmen, weil der türkische Fußballverband die Anmeldefrist bei der UEFA verpasst hatte. Diese beiden Titel wurden 2002 als Meistertitel für Beşiktaş anerkannt, die auch zu Meistersternen berechtigen, jedoch nicht als Teil der danach gegründeten Liga.

## Meistermannschaft
| Verein            | Meister | Vizemeister | Jahre      |
| ----------------- | ------- | ----------- | ---------- |
| Beşiktaş Istanbul | 2       | –           | 1957, 1958 |